# Gan Rawe (Regionalverband)
Gan Rawe (hebräisch מוֹעָצָה אֲזוֹרִית גַּן-רָוֶה Mōʿatzah Asōrīt Gan-Raweh, deutsch ‚Regionaler Rat Gut-Getränkter-Garten‘, Plene: … גן רווה) ist eine Regionalverwaltung im Zentralbezirk Israels mit einem Kibbuz, sechs Moschavim und einem Dorf. Das 40 km² große Gebiet hat 6.553 Einwohner (Stand: Januar 2022). 2014 betrug die Einwohnerzahl 5.500. Der Name findet sich in der Bibel.

## Liste der Gebietskörperschaften
- ʿAjanot (עֲיָנוֹת ʿAjanōt)
- Beit Chanan (בֵּית חָנָן Bejt Chanan)
- Beit ʿOved (בֵּית עוֹבֵד Bejt ʿŌved)
- Gan Soreq (גַּן שׂוֹרֵק Gan Sōreq)
- Ge'alja (גְּאַלְיָה Gə'aljah)
- Irus (אִירוּס Īrūs)
- Kfar HaNagid (כְּפַר הַנָּגִיד Kfar HaNagīd, nach HaNagid)
- Netaʿim (נְטָעִים Nəṭaʿīm)
- Palmachim

## Wirtschaft
Das israelische Kabinett genehmigte 2010 im Gebiet des Regionalverbands am Unterlauf des Soreqs in Palmachim den Bau der Entsalzungsanlage Soreq (A), seinerzeit weltweit größte Wasseraufbereitungs- und Entsalzungsanlage. Diese wurde 2013 in Betrieb genommen wurde und hat eine Leistung von 150 m³ im Verfahren der Umkehrosmose. Im Juni 2018 wurde beschlossen in Palmachim eine weitere Anlage, Soreq B, die insgesamt sechste im Lande zu bauen.

## Demographie
| Jahr der Volkszählung | 1961  | 1972  | 1983  | 1995  | 2008  | 2011  | 2012  | 2013  | 2014  |
| Anzahl der Einwohner  | 2.000 | 1.900 | 2.600 | 3.700 | 4.800 | 5.200 | 5.300 | 5.300 | 5.500 |